# Gottfried Roth (Mediziner)
Gottfried Roth (* 7. Jänner 1923 in Retz, Österreich; † 1. Jänner 2006 in Wien) war ein österreichischer Mediziner, Facharzt für Neurologie und Psychiatrie und Professor für Pastoralmedizin.

## Leben
Roth wurde 1923 im niederösterreichischen Retz geboren. Nach dem Ende des Zweiten Weltkriegs studierte er Medizin an der Universität Innsbruck, heute Medizinische Universität Innsbruck und Universität Wien. 1952 wurde Roth promoviert. Er absolvierte seine Facharztausbildung in Neurologie und Psychiatrie an den Universitäten in Bern, Innsbruck und Wien.
Ab 1971 war er Universitätslektor für Pastoralmedizin an der Universität Wien, ab 1977 auch Dozent für Pastoralmedizin an die Philosophisch-Theologische Hochschule Heiligenkreuz. Seit 1979 war Prof. Dr. Roth an der Philosophisch-Theologischen Hochschule St. Pölten tätig.
Zudem war Gottfried Roth von 1990 bis 1996 Professor für Pastoralmedizin an der internationalen kirchlichen akademischen Institut Rolduc in den Niederlanden.
Von 1985 bis 1996 engagierte sich Roth in der Krankenseelsorge als Konsultor des Päpstlichen Rates für Pastoral im Krankendienst. Mit Gründung der Päpstlichen Akademie für das Leben (Pontificia Academia Pro Vita) im Jahre 1994 war Roth Akademiemitglied. Roth engagierte sich zudem beim Ritterorden vom Heiligen Grab zu Jerusalem; er war Großoffizier und Weltlicher Zeremoniar von 1985 bis 1990 in der Komturei Wien.
Seit den 1970er Jahren war Gottfried Roth Chefredakteur der Zeitschrift „Arzt und Christ“, des offiziellen Mitteilungsblattes der Katholischen Ärztegilde Österreichs, deren Mitbegründer und langjähriger Präsident er war. Gottfried Roth war auch Mitglied des Vorstands der internationalen Vereinigung für Religionspsychologie und Religionswissenschaften.
Er wurde am Hütteldorfer Friedhof in Wien bestattet.